# پسی دوشیزه
پسی دوشیزه یک ستاره است که در صورت فلکی دوشیزه قرار دارد.